# فياتشيسلاف شيشكين
فياتشيسلاف شيشكين (بالروسية: Вячеслав Александрович Шишкин)‏ هو لاعب كرة قدم روسي في مركز الدفاع، ولد في 1 فبراير 1993 في نوفوسيبيرسك في روسيا. لعب مع سيبير نوفوسيبيريسك.